# Гускіна Олена Ростиславівна
Олена Ростиславівна Гускіна (нар.. 9 вересня 1944, Тула - пом. 2016) — радянська артистка балету, педагог, народна артистка Російської РФСР.

## Життєпис
Олена Ростиславівна Гускіна народилася 9 вересня 1944 року в Тулі. У 1963 році закінчила Московське хореографічне училище (педагоги Марія Кожухова і Галина Петрова).
З 1963 року виступала в Свердловському театрі опери та балету. Була першою виконавицею партій: Таня («Перша любов», 1967), Джульєтта (1969; обидва балетмейстери С. М. Тулубйова), Гаяне (1982, балетм. А. А. Асатурян). Відрізнялася стабільної технічністю, особливо стрімкими обертаннями, музикальністю, виразною драматичною грою, нерідко з трагедійним відтінком.
З 1992 року працювала педагогом-репетитором Єкатеринбурзького театру опери та балету. Вона виступала у головній ролі у опері «Золушка» С. Прокофьєва.

## Нагороди та премії
- Заслужена артистка РРФСР (15.11.1973).
- Народна артистка РРФСР (4.01.1980).

## Балетні партії
- «Спартак» Армена Хачатуряна — Фрігія
- «Дон Кіхот» Людвіга Мінкуса — Кітрі
- «Лускунчик» Петра Чайковського — Маша
- «Спляча красуня» Петра Чайковського — Аврора
- «Баядерка» Людвіга Мінкуса — Нікія
- «Антоній і Клеопатра» Лазарєва — Клеопатра
- «Жизель» Адольфа Адана — Жизель
- «Легенда про кохання» Аріфа Мелікова — Ширін, Мехменэ Бану
- «Лебедине озеро» П. В. Чайковського — Одетта і Оділлія
- «Анна Кареніна» Родіона Щедріна ― Ганна
- «Створення світу» Андрія Петрова ― Єва
- «Кармен-сюїта» Альберто Алонсо ― Кармен